# Le Curé de Saint-Amour
Pour les articles homonymes, voir Curé (homonymie) et Saint-Amour.
Pour plus de détails, voir Fiche technique et Distribution.
Le Curé de Saint-Amour est un film français réalisé par Émile Couzinet, sorti en 1952.

## Fiche technique
- Titre original : Le Curé de St-Amour
- Réalisation : Émile Couzinet, assisté de André Sarthou
- Scénario : Émile Couzinet, d'après la pièce de théâtre du même nom de Jean Guitton
- Décors : René Renneteau
- Photographie : Pierre Dolley
- Son : Séverin Frankiel
- Montage : Henriette Wurtzer
- Musique : Vincent Scotto
- Producteur : Émile Couzinet
- Société de production :  Burgus Films (Bordeaux)
- Directeur de production : Jean Cavaillès
- Société de distribution : Héraut Film
- Pays  :   France
- Langue originale : français
- Format : Noir et blanc - 1,37:1 - 35 mm - Son mono
- Genre : Comédie
- Durée : 88 minutes
- Date de sortie :	
  - France : 14 novembre 1952

Sources : Bifi et IMDb

## Distribution
- Jeanne Fusier-Gir : la Marquise de Saint-Ange
- Frédéric Duvallès : le curé
- Pierre Larquey : Célestin
- Maryse Martin : Martine
- Yorick Royan : Nicole
- Jacques Torrens : Jacques
- Marcel Vallée : le policier
- Pierre Magnier : l'évêque
- Roger Duncan : le commissaire
- Georges Coulonges : le baron Xavier de La Rapière
- Madeleine Darnys
- Maurice Lambert
- Nadia Landry
- Jean Mille
- Gilberte Sterlin

## Autour du film
- Le film a été tourné dans les studios de la Côte d'Argent (Bordeaux). Le tournage a débuté le 16 juillet 1952. (sources : Bifi)